# Mycetophila sollistima
Mycetophila sollistima är en tvåvingeart som beskrevs av Zaitzev 1999. Mycetophila sollistima ingår i släktet Mycetophila och familjen svampmyggor. Inga underarter finns listade i Catalogue of Life.